# Daniel Babor
Daniel Babor (Beroun, 22 ottobre 1999) è un pistard e ciclista su strada ceco che corre per il team Caja Rural-Seguros RGA. Ha caratteristiche di velocista, ed è attivo come Elite/Under-23 dal 2018.

## Palmarès

### Pista
- 2016 (Juniores)

Campionati cechi, Inseguimento individuale Junior
Campionati cechi, Inseguimento a squadre Junior (con Vaclav Kocarík, Tomáš Bárta e Jan Cink)
Campionati cechi, Corsa a punti Junior
Campionati cechi, Scratch Junior
Campionati cechi, Omnium Junior
- 2017 (Juniores)

Campionati europei, Scratch Junior
Campionati cechi, Inseguimento individuale Junior
Campionati cechi, Corsa a punti Junior
Campionati cechi, Scratch Junior
Campionati del mondo, Scratch Junior
- 2018

Campionati cechi, Americana (con Luděk Lichnovský)
Campionati cechi, Omnium
- 2020

Campionati cechi, Americana (con René Smékal)
Campionati cechi, Omnium
- 2021

Campionati cechi, Corsa a eliminazione
Campionati cechi, Omnium
Campionati cechi, Corsa a punti

### Strada
- 2017 (Juniores)

1ª tappa Internationale Cottbuser Junioren-Etappenfahrt (Drebkau > Drebkau)
2ª tappa, 2ª semitappa Internationale Cottbuser Junioren-Etappenfahrt (Cottbus > Cottbus)
- 2021 (Tufo-Pardus Prostějov, due vittorie)

Campionati cechi, Prova in linea Under-23
5ª tappa Turul României (Brașov > Bucarest)
- 2022 (Elkov-Kasper, tre vittorie)

1ª tappa Tour du Loir-et-Cher (Blois > Fontaines-en-Sologne)
2ª tappa Turul României (Bistrița > Târgu Mureș)
5ª tappa Turul României (Bucarest > Bucarest)
- 2023 (Caja Rural-Seguros RGA, due vittorie)

4ª tappa Volta a Portugal (Estremoz > Castelo Branco)
4ª tappa Tour de Langkawi (Bukit Mertajam > Meru Raya)
- 2024 (Caja Rural-Seguros RGA, una vittoria)

3ª tappa Volta ao Alentejo (Mourão > Reguengos de Monsaraz)

#### Altri successi
- 2022 (Elkov-Kasper)

Classifica a punti Tour du Loir-et-Cher
- 2023 (Caja Rural-Seguros RGA)

Classifica a punti Volta a Portugal

## Piazzamenti

### Competizioni mondiali
- Campionati del mondo su pista

Aigle 2016 - Scratch Junior: 2º
Montichiari 2017 - Scratch Junior: vincitore
Berlino 2020 - Scratch: 15º
Roubaix 2021 - Scratch: 6º
Roubaix 2021 - Americana: ritirato
Saint-Quentin-en-Yvelines 2022 - Scratch: 15º
Saint-Quentin-en-Yvelines 2022 - Americana: ritirato
- Campionati del mondo su strada

Fiandre 2021 - In linea Under-23: 140°
- Campionati del mondo gravel

Veneto 2023 - Elite: 141º

### Competizioni continentali
- Campionati europei su pista

Montichiari 2016 - Inseguimento a squadre Junior: 8º
Montichiari 2016 - Americana Junior: 4º
Anadia 2017 - Scratch Junior: vincitore
Anadia 2017 - Omnium Junior: 6º
Anadia 2017 - Americana Junior: 2º
Aigle 2018 - Corsa a eliminazione Under-23: 5º
Aigle 2018 - Scratch Under-23: 6º
Aigle 2018 - Omnium Under-23: 13º
Glasgow 2018 - Scratch: 12º
Glasgow 2018 - Corsa a eliminazione: 9º
Gand 2019 - Scratch Under-23: 2º
Gand 2019 - Corsa a punti Under-23: 10º
Gand 2019 - Americana Under-23: 10º
Apeldoorn 2019 - Corsa a eliminazione: 7º
Apeldoorn 2019 - Americana: 17º
Fiorenzuola d'Arda 2020 - Scratch Under-23: 14º
Fiorenzuola d'Arda 2020 - Omnium Under-23: 13º
Fiorenzuola d'Arda 2020 - Americana Under-23: 4º
Plovdiv 2020 - Corsa a eliminazione: 5º
Plovdiv 2020 - Scratch: 14º
Plovdiv 2020 - Americana: 8º
Apeldoorn 2021 - Scratch Under-23: 3º
Apeldoorn 2021 - Omnium Under-23: 3º
Apeldoorn 2021 - Americana Under-23: 5º
Grenchen 2021 - Scratch: 9º
Grenchen 2021 - Americana: 12º
Monaco di Baviera 2022 - Scratch: 16º
Monaco di Baviera 2022 - Americana: 10º
- Campionati europei su strada

Plouay 2020 - In linea Under-23: ritirato
- Giochi europei

Minsk 2019 - Scratch: 10º